# Aspach-le-Bas
Aspach-le-Bas es una comuna francesa, situada en el departamento de Alto Rin, en la región  de Alsacia.

## Demografía
| 513 | 562 | 561 | 592 | 871 | 1123 |
| Para los censos de 1962 a 1999 la población legal corresponde a la población sin duplicidades (Fuente: INSEE [Consultar]) |     |     |     |     |      |